# HD 104985b
HD 104985b，大理增二 b  (Meztli) 是一颗位于鹿豹座、距离地球约333光年的系外行星，其母星为HD 104985，大理增二 。该行星轨道周期为198地球日，轨道距离母星0.78天文单位。该行星质量为61/3MJ，属于类木行星。